# Olav Navestad
Olav Navestad (12 febbraio 1910 – 29 aprile 1958) è stato un calciatore norvegese, di ruolo attaccante.

## Carriera

### Club
Navestad vestì la maglia del Sarpsborg. Con questa maglia, vinse la Coppa di Norvegia 1939.

### Nazionale
Disputò una partita per la Norvegia. Il 17 settembre 1939, infatti, fu in occasione della sconfitta per 2-3 contro la Svezia, partita in cui realizzò anche una marcatura.

## Palmarès

### Club

#### Competizioni nazionali
- Coppa di Norvegia: 1

Sarpsborg: 1939